# Покривач
Покрива́ч (словац. Pokryváč) — село в окрузі Дольни Кубін Жилінського краю Словаччини. Площа села 3,9 км². Станом на 31 грудня 2015 року в селі проживало 174 жителів.

## Історія
Перші згадки про село датуються 1583 й 1593 роками.

## Населення
| Рік:            | 1994. | 2004.   | 2014.   | 2024.   |
| --------------- | ----- | ------- | ------- | ------- |
| Кількість осіб: | 176   | 187     | 174     | 185     |
| Різниця:        |       | +6,25 % | -6,95 % | +6,32 % |

| Рік:            | 2023. | 2024.   |
| --------------- | ----- | ------- |
| Кількість осіб: | 183   | 185     |
| Різниця:        |       | +1,09 % |